# Rhodacaroides aegyptiacus
Rhodacaroides aegyptiacus är en spindeldjursart som beskrevs av Rainer Willmann 1959. Rhodacaroides aegyptiacus ingår i släktet Rhodacaroides och familjen Ologamasidae. Inga underarter finns listade i Catalogue of Life.